# Coshocton (Ohio)
Coshocton es una ciudad ubicada en el condado de Coshocton en el estado estadounidense de Ohio. En el Censo de 2010 tenía una población de 11216 habitantes y una densidad poblacional de 527,6 personas por km².

## Geografía
Coshocton se encuentra ubicada en las coordenadas 40°15′49″N 81°51′0″O / 40.26361, -81.85000. Según la Oficina del Censo de los Estados Unidos, Coshocton tiene una superficie total de 21.26 km², de la cual 20.94 km² corresponden a tierra firme y (1.51%) 0.32 km² es agua.

## Demografía
Según el censo de 2010, había 11216 personas residiendo en Coshocton. La densidad de población era de 527,6 hab./km². De los 11216 habitantes, Coshocton estaba compuesto por el 95.67% blancos, el 1.85% eran afroamericanos, el 0.18% eran amerindios, el 0.44% eran asiáticos, el 0.01% eran isleños del Pacífico, el 0.29% eran de otras razas y el 1.58% pertenecían a dos o más razas. Del total de la población el 1.13% eran hispanos o latinos de cualquier raza.